# Ребежа, Раду Николаевич
Ра́ду Никола́евич Ребе́жа (рум. Radu Rebeja; род. 8 июня 1973, Кишинёв, Молдавская ССР, СССР) — молдавский футболист, опорный полузащитник. Футбольный функционер, политик. Депутат Парламента Республики Молдова с 19 декабря 2019 по 28 апреля 2021 года.

## Биография
Воспитанник молдавского футбола. С 1991 по 1999 годы выступал в составе кишинёвского «Зимбру». В 1999 году дебютировал в чемпионате России в составе клуба «Уралан» (Элиста), за который выступал на протяжении двух сезонов. Своей уверенной игрой привлёк внимание селекционеров «Сатурна» Раменское, выступал за клуб в 2001—2003 годах.
16 июня 2001 года в матче против «Динамо» Москва забил в свои ворота гол, попавший в пятёрку лучших голов тура по версии газеты «Спорт-Экспресс».
С 2004 года игрок клуба «Москва». Капитан команды в 2004—2007 годах, в 2008 году по желанию нового главного тренера «Москвы» Олега Блохина в команде произошла смена капитана — им стал Дмитрий Годунок. Сыграв 8 матчей в первой половине чемпионата России-2008, перешёл в другой клуб премьер-лиги «Химки».
Дебютировал в национальной сборной Молдавии 2 июля 1991 года в товарищеском матче со сборной Грузии (2:4), этот матч был первым в истории команды. На протяжении 17 лет выступлений за сборную сыграл 74 матча, забил 2 мяча.
По окончании сезона 2008 года завершил выступления, перешёл на должность вице-президента Молдавской федерации футбола, курировал национальные сборные. В марте 2015 года занял пост советника премьер-министра Республики Молдова Кирилла Габурича по вопросам молодёжи и спорта. Занимал пост государственного секретаря Министерства образования, культуры и науки Республики Молдова.
2019—2021 годы — депутат парламента Республики Молдова от Демократической партии Молдовы.
В 2019 году основал школу (академию) футбола.

## Достижения
- Лучший футболист Молдовы 2006 года[11].
- «Зимбру»:

Чемпион Молдавии (8): 1992, 1992/93, 1993/94, 1994/95, 1995/96, 1997/98, 1998/99
- Серебряный призёр чемпионата Молдавии:

1996/97